# Tourakolomba
Tourakolomba è un comune rurale del Mali facente parte del circondario di San, nella regione di Ségou.